# بوقلمون‌ماهی‌ها

بوقلمون‌ماهی‌ها یا خروس‌ماهی‌های کوتوله (نام علمی: Dendrochirus) نام یک سرده از تیره عقرب‌ماهیان است.